# Mariquita-amarela
A mariquita-amarela (Setophaga petechia) é uma ave do Novo Mundo. Tem uma área de distribuição que vai desde a América do Norte até a áreas mais a norte da América do Sul. Possui 35 raças geográficas, divididos em 3 grandes grupos:
- Grupo aestiva: poderá possivelmente ser considerada uma espécie à parte. É migratória, passando o Inverno na América Central e América do Sul.
- Grupo erithacoroides: reside nos pântanos e mangais costeiros da América Central e parte Norte da América do Sul.
- Grupo petechia: é residente nos mangais das Índias Ocidentais.

Esta ave alimenta-se de inse(c)tos e aranhas. As populações boreais também se alimentam de bagas.